# 아이오이역 (군마현)
아이오이역(일본어: 相老駅, あいおいえき)은 일본 군마현 기류시에 있는 와타라세 계곡 철도와 도부 철도의 역이다.
와타라세 계곡 철도의 와타라세 계곡선과 도부 철도의 기류 선의 환승역이다. 와타라세 계곡선의 역 번호는 WK03, 도부 기류 선의 역 번호는 TI 56이다.
역명은 역의 소재지인 옛 아이오이 마을의 지명을 그대로 사용하였고 효고현 아이오이역과 겹치는 관계로 "生"을 "老"로 변경했다.

## 역사
- 1911년 4월 15일: 아시오 철도의 아이오이역(相生駅)으로 영업 개시.
- 1912년 7월 1일: 아이오이역(相老駅)으로 변경.
- 1913년 3월 19일: 도부 철도의 아이오이역 영업 개시.
- 1918년 6월 1일: 아시오 철도가 국유화되어 국유 철도와 도부 철도의 역이 됨.
- 1987년 4월 1일: 국철분할민영화에 따른 동일본여객철도와 도부 철도의 역이 됨.
- 1989년 3월 29일: 아시오 선이 와타라세 계곡 철도에 이관됨.
- 1991년: 플랫폼의 연장으로 급행(현, 특급) "료모 호" 정차 개시.
- 2011년 3월 29일: 역전 광장의 정비 사업에 의한 로터리 완성.

## 역 구조
지상역사로 공동사용역에서 와타라세 계곡 철도 직원이 종일 역 업무를 실시한다. 따라서, 개찰구를 2개로 공용하고 있다. 도부 선 출입 전용 PASMO 간이 개찰기를 갖추고 있지만 와타라세 계곡 철도선은 모든 IC카드가 이용 불가능하다. 역사는 동쪽에 있는 각 승강장을 과선교에 의하여 연결되고, 개찰 외에 선로의 동서를 연결하는 과선교가 설치되어 있다.
역사 내에는 매표 창구, 와타라세 계곡선 자동 매표기 1대, 도부 선 자동 매표기 1대가 있다. 도부 철도선 특급권 및 와타라세 계곡선 광차 정리권은 매표 창구에서 교통계 IC카드의 요금을 개찰 창구에서 취급하고 있다.

### 와타라세 계곡 철도
상대식 승강장 2면 2선의 구조이다.

#### 승강장
| 1 | ■ 와타라세 계곡선 상행 | 기류 방면           |  |
| 2 | ■ 와타라세 계곡선 하행 | 오마마・아시오 방면 |  |

### 도부 철도
섬식 승강장 1면 2선의 구조이다.

#### 승강장
| 번호 | 노선    | 방향 | 행선                                                                                               |
| ---- | ------- | ---- | -------------------------------------------------------------------------------------------------- |
| 3    | 기류 선 | 상행 | 오타 방면・ 이세사키 선 다테바야시・ 도부 스카이트리 라인 기타센주・도쿄 스카이트리・아사쿠사 방면 |
| 4    | 기류 선 | 하행 | 아카기 방면                                                                                        |

## 역 주변
- 조모 전기 철도 조모 선 덴노주쿠 역
- 기류 메이지관
- 기류 시립 아이오이 중학교
- 기류 시립 아이오이 초등학교
- 기류 비지니스 전문학교
- 국도 제122호선
- 다카기 병원
- 베넥스
- LIXIL
- 고쿠라 클러치
- 기류 그랜드 호텔
- 기류 아이오이 우체국
- 기류 신용 금고 아이오이 지점
- 군마 은행 아이오이 지점

## 사진

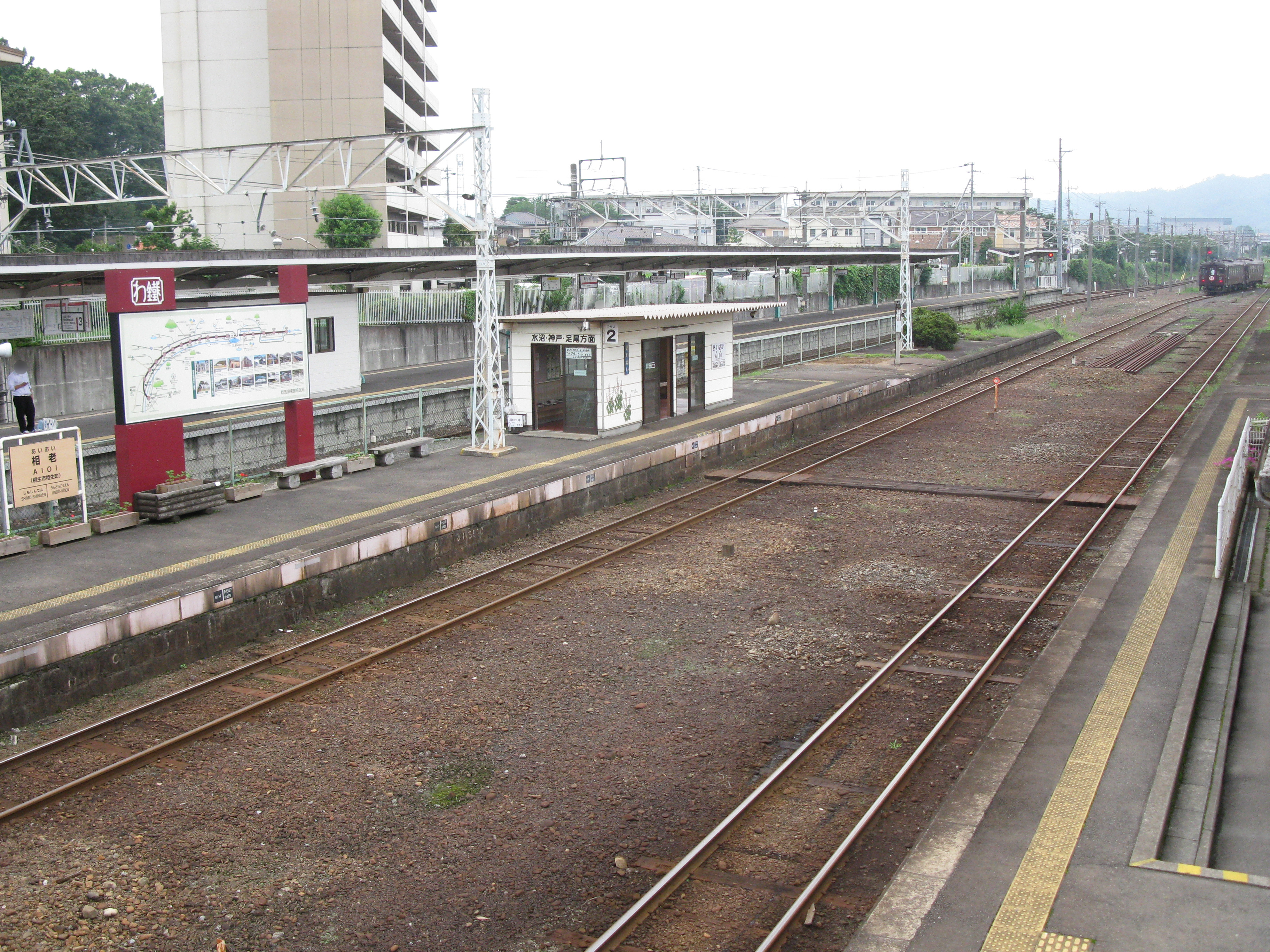
와타라세 계곡선 승강장
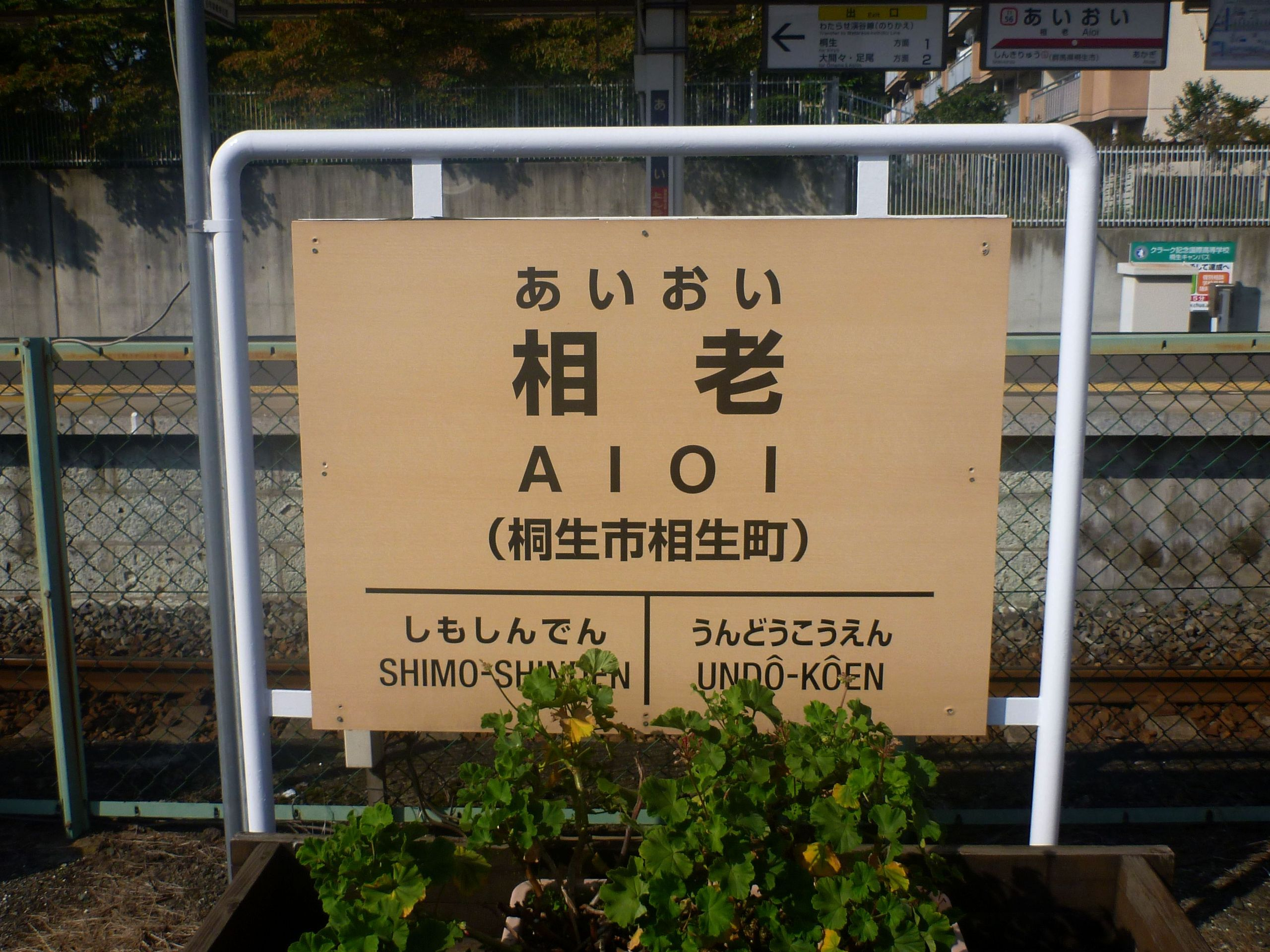
와타라세 계곡선 역명판

## 인접역
| ■ 와타라세 계곡 철도 와타라세 계곡선 | ■ 와타라세 계곡 철도 와타라세 계곡선 | ■ 와타라세 계곡 철도 와타라세 계곡선 |
| ------------------------------------ | ------------------------------------ | ------------------------------------ |
| WK02 시모신덴 기류 방면              |                                      | 운도코엔 WK04 마토 방면              |
| 도부 철도 기류 선                    |                                      |                                      |
| TI 55 신키류 오타 방면               |                                      | 아카기 TI 57 아카기 방면             |